# Ruchama Marton

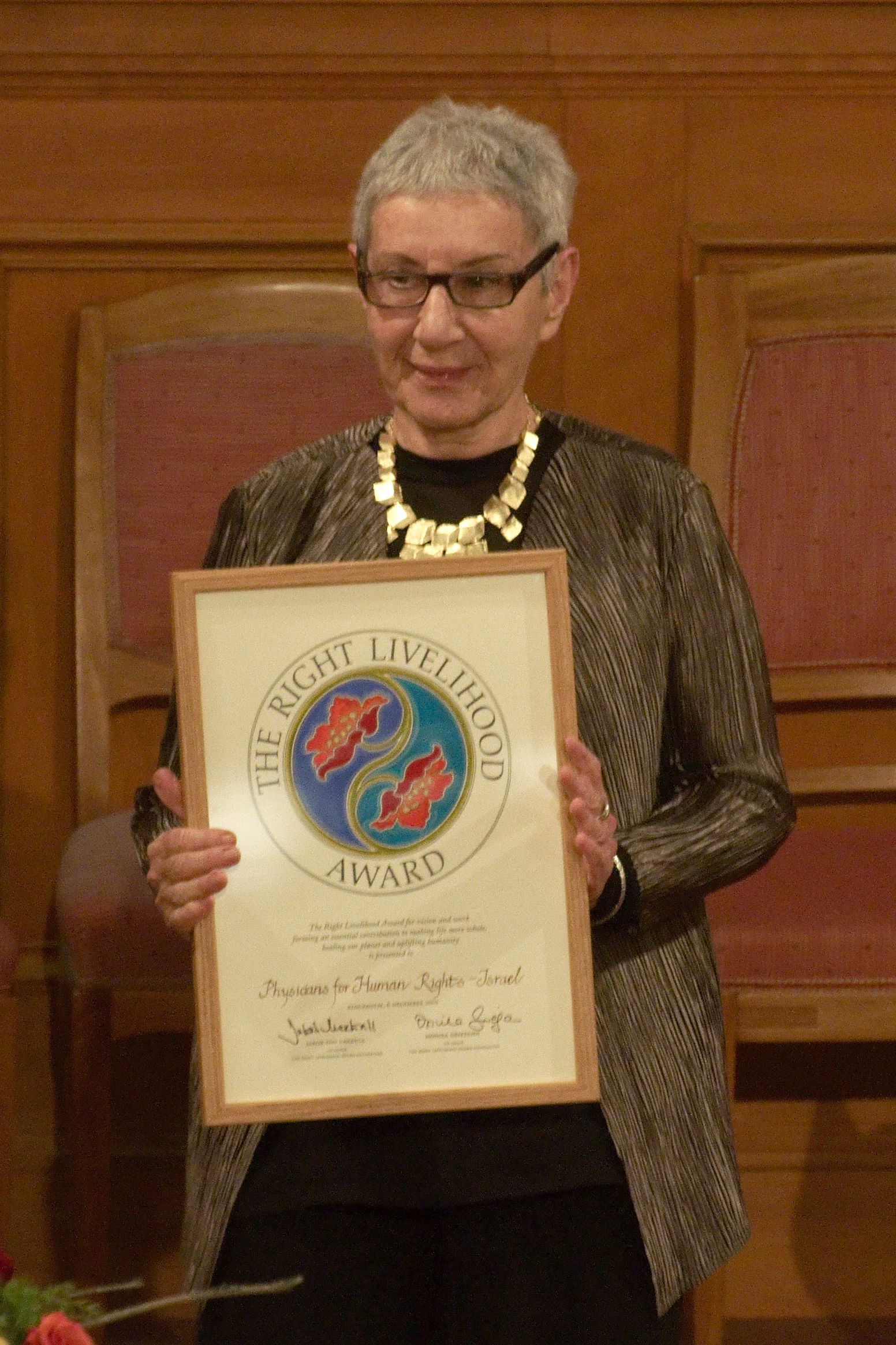
Ruchama Marton bei der Verleihung des Right Livelihood Award (2010)

Ruchama Marton (hebräisch רוּחָמָה מָרְטוֹן, geboren 1937 in Jerusalem als Ruchama Schmuʾelevitsch, רוּחָמָה שְׁמוּאֵלֶבִיץ) ist eine israelische Psychiaterin und Menschenrechtlerin. Als Gründerin der Nichtregierungsorganisation Physicians for Human Rights – Israel (PHR-I) wurde sie 2010 mit dem Right Livelihood Award ausgezeichnet.

## Biografie
Ruchama Schmuʾelevitsch wurde 1937 in Jerusalem, im damaligen britischen Mandatsgebiet Palästina, geboren. Ihre Familie stammte aus Polen. Im Alter von zehn Jahren zog sie mit der Familie nach Tel Aviv, wo sie die Oberschule besuchte.
Als Neunzehnjährige leistete Ruchama Schmuʾelevitsch ihren Wehrdienst im 54. Bataillon der Givʿati-Brigade. Während des Sinaikriegs 1956 war ihr Bataillon an der Ismailia-Route nach Suez eingesetzt. Schmuʾelevitsch wurde nach eigenen Angaben Zeugin der Ermordung ägyptischer Kriegsgefangener durch israelische Reservisten. Dieses Erlebnis habe sie traumatisiert. Niemand habe darüber sprechen wollen. Schmuʾelevitsch brach mit dem Zionismus, in dem sie erzogen worden war und den sie fortan entschieden ablehnte.
Ruchama Schmuʾelevitsch heiratete Michael Marton; sie kannten sich aus der gemeinsamen Zeit in der Oberschule. Nach kurzer Ehe und der Geburt zweier Kinder trennten sie sich, und Ruchama Marton war nun alleinerziehende berufstätige Mutter. Sie lebte in einer langjährigen Beziehung mit dem Filmproduzenten Yehuda (Judd) Neʾeman und war 1983 Koproduzentin seines Films Magash haKesef (Fellow Travellers). Neʾeman, Jahrgang 1936, war Mediziner am Hadassa-Krankenhaus in Tel Aviv und wurde für seinen Einsatz als Militärarzt im Jom-Kippur-Krieg ausgezeichnet. Er hatte sich als Autodidakt dem Kino zugewandt; ein Hauptthema seiner Filme war ein realistisches Bild des Alltags im israelischen Militär. Magash haKesef handelt von einem Israeli, der in Westdeutschland lebt und Geld zum Aufbau einer Schule in den Palästinensergebieten sammelt; schließlich erfährt er, dass die Spendengelder einer Terrorgruppe zugutekommen.
Nach dem Beginn der Ersten Intifada reiste Marton 1987 in den Gazastreifen, um sich selbst ein Bild von der Situation zu machen. Ihre Erfahrungen veranlassten sie, Physicians for Human Rights – Israel (PHR-I) zu gründen. Zum ersten Treffen kamen rund 100 Interessierte, im Jahr 2009 gehörten der Organisation etwa 1500 Mediziner, Apotheker, Pflegekräfte und Übersetzer an. Das Grundanliegen ist: „Gleiches Recht auf Gesundheit für alle Menschen in Israel und Palästina.“ Freiwilligenteams von PHR-I arbeiten in Krankenhäusern, stationären und mobilen Praxen in den Palästinensergebieten, bieten aber auch medizinische Dienste für Beduinen, die in nicht registrierten Siedlungen leben, Gefängnisinsassen, Wanderarbeiter und afrikanische Geflüchtete an. Anfänglich standen den Ärzten von PHR-I nur zwei gemietete Räume in Tel Aviv zur Verfügung; sie wurden oft beschimpft, Marton als Frau an der Spitze einer Organisation wurde nach eigenen Angaben sexistisch beleidigt.
Marton engagierte sich jahrelang dafür, die Anwendung der Folter durch israelische Behörden, insbesondere die Verhörmethoden des Schin Bet, in den öffentlichen Diskurs zu tragen. Im Jahr 1990 war Marton Mitgründerin des Public Committee against Torture in Israel. Sie gab zusammen mit dem Rechtswissenschaftler Neve Gordon einen detaillierten Bericht über die Anwendung von Folter in Israel heraus. Dem Obersten Gerichtshof wurden 1999 sieben Petitionen gebündelt vorgelegt, darunter die des Public Committee against Torture in Israel. Der Oberste Gerichtshof entschied, dass einige Praktiken des Schin Bet illegal seien und verboten werden sollten.
Im August 2008 veröffentlichte PHR-I einen Bericht mit dem Titel Gesundheit als Lösegeld. Demnach erteilte Israel nach der Machtübernahme der Hamas im Gazastreifen die Genehmigung zur Ausreise von Patienten zu medizinischer Behandlung in Israel oder im Westjordanland restriktiv; der Schin Bet machte demzufolge die Kooperationsbereitschaft der Kranken zur Bedingung für die Ausreisegenehmigung. Marton bezeichnete dies als Folter.
Da nach den Angaben von PHR-I 13 namentlich benannte israelische Mediziner bei Folterungen kooperiert hatten, kappte die israelische Medizinervereinigung im August 2009 alle Verbindungen zu PHR. Ruchama Marton hatte als einziges PHR-I-Mitglied und, wie sie sagte, als Privatperson, eine Petition unterzeichnet, die die Absetzung von Yoram Blachar als Präsidenten des Weltärztebundes forderte. Blachar war auch Vorsitzender der israelischen Medizinervereinigung und wurde auf der Liste genannt; ihm wurde vorgeworfen, Folter nicht gemeldet zu haben.
PHR-I versorgte den südafrikanischen Juristen Richard Goldstone mit Informationen über den Gazakrieg 2008/2009, die in den am 15. September 2009 veröffentlichten Goldstone-Bericht eingingen. Dafür wurden Marton und ihre Organisation von israelischen Politikern und Medien scharf kritisiert. „Sie hätten gemeinsame Sache gemacht mit den Feinden Israels und das Ansehen des Landes beschädigt, musste die pensionierte Medizinerin immer wieder hören.“
Im September 2010 wurde PHR-I für „ihren unbezähmbaren Geist, mit dem sie für das Recht auf Gesundheit für alle Menschen in Israel und Palästina einstehen“ mit dem Right Livelihood Award ausgezeichnet; Marton nahm den Preis entgegen.
Ruchama Marton lebt (2025) in Tel Aviv. Sie hat sich aus der Leitung von PHR-I zurückgezogen, ist aber weiterhin Ehrenpräsidentin.